# Leki moczopędne

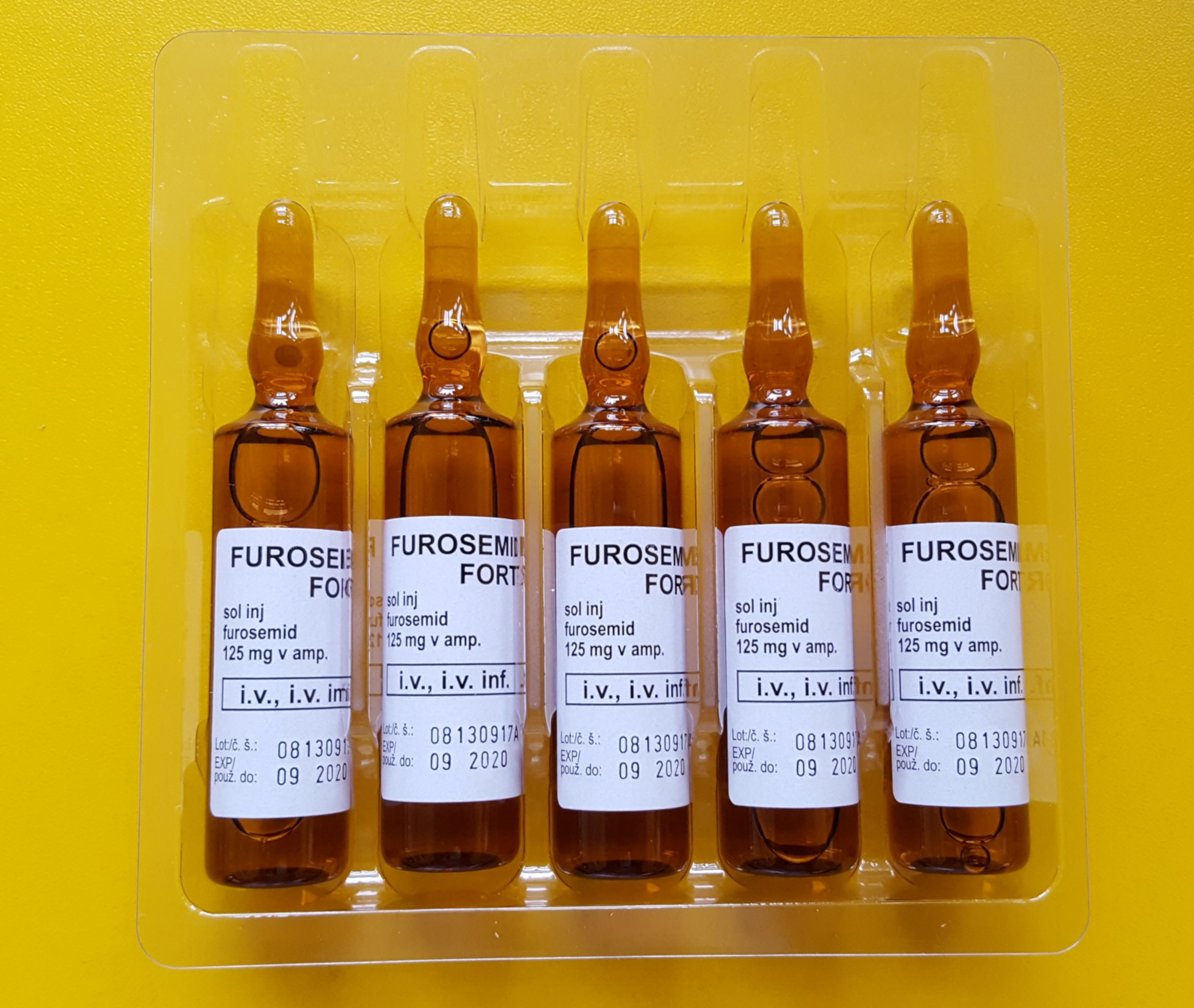
Ampułki zawierające diuretyk pętlowy (furosemid)

Leki moczopędne, diuretyki, natriuretyki – grupa leków, których działanie polega na zwiększaniu diurezy (a więc objętości wydalanego moczu). W zdecydowanej większości ich działanie opiera się na powodowaniu wzrostu wydalania jonów sodowych (Na+), co powoduje szybsze pozbywanie się wody przez organizm.
Pod względem chemicznym jest to grupa niejednorodna. Najczęstszym kryterium podziału jest mechanizm działania, który jest skorelowany z umiejscowieniem działania w organizmie.

## Działanie diuretyków
Działanie diuretyków polega na zwiększaniu ilości produkowanego moczu. Zdecydowana większość leków moczopędnych działa na etapie produkcji moczu w nerkach. Ich zadaniem jest zwiększenie ilości wody pozostającej w świetle kanalika, poprzez zahamowanie jej wchłaniania. Działanie diuretyków opiera się na fakcie, że woda jest wchłaniana w nerkach poprzez wchłanianie jonów sodu. Wiedząc o tym, konstruuje się leki blokujące poszczególne etapy filtracji i zwrotnej resorpcji jonów sodu w kanalikach nerkowych. Spowodowany działaniem leków wzrost stężenia Na+ w świetle kanalików powoduje pozostanie w nich wody, która jest następnie wydalana z moczem.
Zwiększenie wydalania wody z moczem powoduje obniżenie się objętości płynów ustrojowych, w tym krwi. W związku z tym zmniejsza się obciążenie wstępne i następcze serca, spada ciśnienie krwi i zmniejszają się obrzęki, co jest pomocne w leczeniu wielu chorób. 

Niektóre diuretyki, między innymi acetazolamid, zmieniają odczyn moczu na bardziej zasadowy i pomagają w wydalaniu pewnych substancji (na przykład aspiryny) w przypadku ich przedawkowania.
Trzeba jednak zaznaczyć, że niektóre środki moczopędne, szczególnie tiazydy, potrafią obniżać ciśnienie niezależnie od swoich właściwości moczopędnych. Oznacza to, że obniżenie ciśnienia krwi nie wynika jedynie ze zmniejszenia jej objętości spowodowanym wzmożoną produkcją moczu, ale następuje w wyniku innych procesów zachodzących przy niższych dawkach leku niż jest to potrzebne do wywołania efektu moczopędnego.

## Zastosowanie
W farmakoterapii leki moczopędne znajdują zastosowanie w leczeniu wielu chorób. Rzadko są stosowane jako jedyne leki w terapii, częściej zażywa się je w skojarzeniu z innymi lekami. 

Leki moczopędne są pomocne w leczeniu:
- nadciśnienia tętniczego
- marskości wątroby
- niewydolności krążenia
- niewydolność nerek
- obrzęków (czyli nadmiernego nagromadzenia wody i sodu w tkankach)
- bakteryjnych zakażeń dróg moczowych
- zatruć substancjami wydalanymi przez nerki
- wielu innych chorób.

Diuretyki bywają też stosowane w kulturystyce, oraz w odchudzaniu. Zmniejszenie ilości wody w tkankach podskórnych powoduje uwypuklenie mięśni i wyszczupla sylwetkę. Używanie diuretyków bez wskazań lekarskich może jednak doprowadzić do odwodnienia i zaburzenia równowagi elektrolitowej, co jest bezpośrednim zagrożeniem dla życia.

## Działanie niepożądane
Diuretyki można ogólnie podzielić na obniżające poziom potasu i oszczędzające potas. Najważniejszym działaniem niepożądanym diuretyków nieoszczędzających potasu jest możliwość wywołania hipokaliemii (nadmiernego obniżenia poziomu potasu w ustroju) grożącej zaburzeniami pracy serca i innych narządów. Inne działania niepożądane to:
- hipowolemia (nadmierny spadek objętości płynów ustrojowych)
- zaburzenia elektrolitowe (hipokaliemia, hipomagnezemia, hipochloremia – aby ich uniknąć, prowadzi się suplementację chlorkiem potasu i związkami magnezu)
- nadmierna hipotensja
- zmniejszenie tolerancji na glukozę
- podwyższenie poziomu lipidów
- podwyższenie poziomu mocznika i kwasu moczowego we krwi, mogące zwiększać ryzyko wystąpienia dny moczanowej
- hiponatremia (szczególnie u osób po 75. roku życia lub będących na diecie niskosodowej).

Diuretyki oszczędzające potas mogą natomiast spowodować:
- hiperkaliemię (nadmierny wzrost poziomu potasu we krwi, szczególnie jeśli są stosowane z innymi lekami zmniejszającymi wydalanie potasu, np. ACEI, sartanami) lub preparatami zawierającymi potas)
- hiperwolemię (nadmierny wzrost objętości płynów ustrojowych)
- zaburzenia żołądkowo-jelitowe.

## Grupy diuretyków

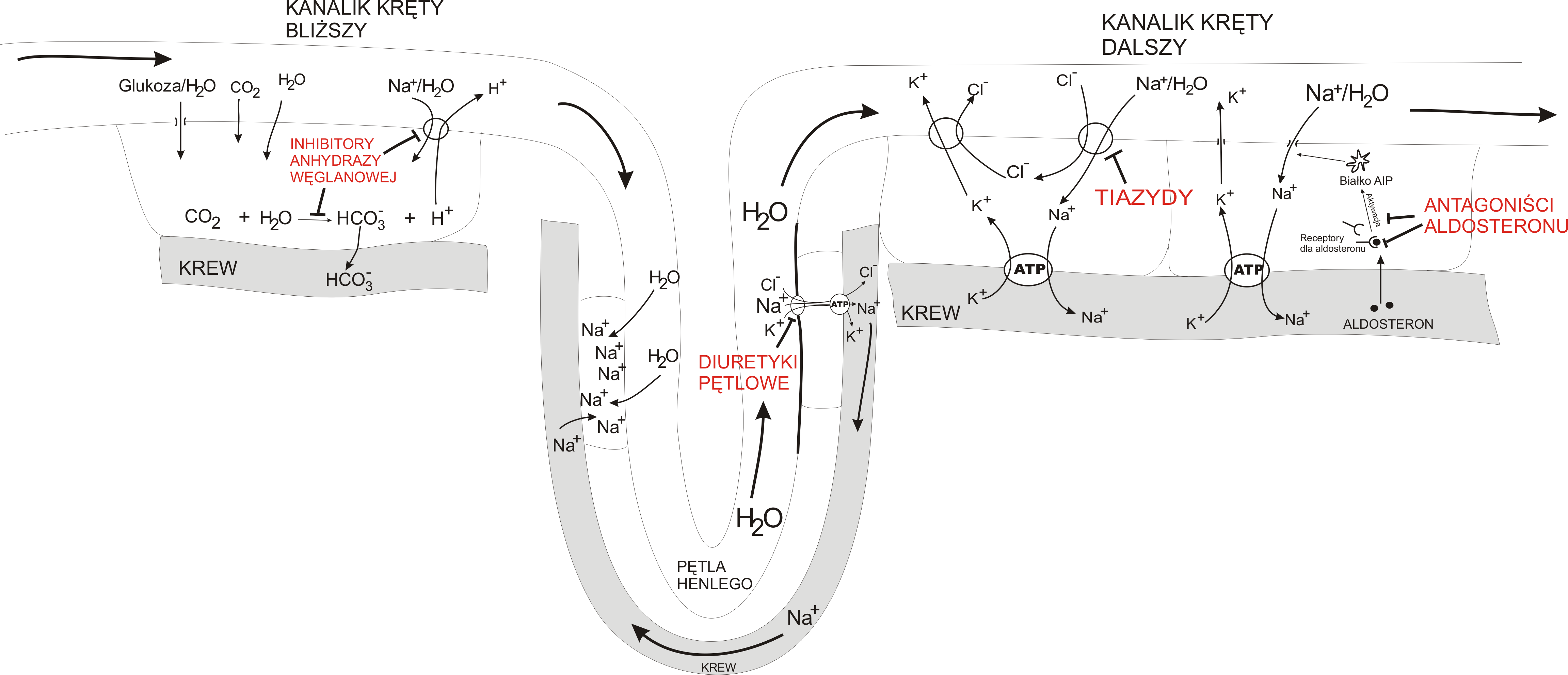
Schemat obrazujący mechanizm działania poszczególnych grup leków moczopędnych w kanaliku krętym nerki

## Diuretyki działające nakanalik kręty I rzędu

### Diuretyki osmotyczne

#### Mechanizm działania
Są to związki osmotycznie czynne, nieresorbowane (niewchłaniane) zwrotnie w nerkach. Po spożyciu, lub wlewie dożylnym roztworu hipertonicznego, dostają się do krwi, z której przechodzą do kanalików nerkowych, tak samo jak inne rozpuszczone w niej substancje. Ponieważ nie są zwrotnie wchłaniane do krwi, pozostają w przesączu kłębuszkowym, zwiększając jego ciśnienie osmotyczne. W ten sposób utrudniają przechodzenie wody ze światła kanalika do komórek nabłonka. Woda pozostaje więc w przesączu i jest wydalana z moczem zwiększając diurezę.

#### Przykłady
mannitol, mocznik, sorbitol.

#### Stosowanie
Leki te można stosować tylko u pacjentów ze sprawnymi czynnościowo nerkami. Leki z tej grupy są stosowane w leczeniu obrzęków, szczególnie śródczaszkowych (mannitol), obniżania ciśnienia śródgałkowego przed zabiegami okulistycznymi oraz do wymuszania diurezy w zatruciach.

Mannitol może być również stosowany w diagnostyce, do rozpoznawania przyczyn skąpomoczu i bezmoczu. Brak diurezy po podaniu mannitolu wskazuje na uszkodzenie nerek.

#### Działania niepożądane
wzmożone pragnienie, suchość w ustach, bóle i zawroty głowy, drgawki, nudności, zaburzenia elektrolitów.

### Inhibitory anhydrazy węglanowej

#### Mechanizm działania
Leki te hamują działanie anhydrazy węglanowej, odpowiedzialnej za przeprowadzanie w nerkach reakcji wody z dwutlenkiem węgla, w wyniku której powstaje kwas węglowy, dysocjujący do jonu wodorowego i anionu wodorowęglanu (HCO3-). Powoduje to zmniejszenie wytwarzania jonów H+ w komórkach nabłonka kanalika nerkowego. Zmniejsza to jego wydalanie do światła kanalika. Jony wodorowe są w cewce bliższej wydalane drogą antyportową z jonami sodu. Zahamowanie wypływu jonów H+ (spowodowane przez działanie leków z tej grupy) powoduje spadek napływu jonów Na+ do komórki, a zatem spadek resorpcji wody.
Inną konsekwencją zahamowania wydalania jonów H+ do moczu jest jego alkalizacja (podwyższenie się pH). Jednocześnie spada pH krwi – wynika to ze spadku stężenia drugiego produktu anhydrazy węglanowej, czyli jonów wodorowęglanowych, które w warunkach fizjologicznych odpowiadają za alkalizację krwi. Po pewnym czasie stosowania tych leków, we krwi spada poziom wodorowęglanów i dwutlenku węgla, co z kolei zmniejsza przechodzenie CO2 do komórek nabłonka w kanaliku bliższym nerki. Proces ten prowadzi do spadku znaczenia działania anhydrazy węglanowej w regulacji poziomu diurezy i działanie leku obniża się.
Zahamowanie resorpcji jonów Na+ na tak wczesnym etapie produkcji moczu (w cewce bliższej) powoduje, że do kanalika dalszego napływa przesącz o dużej zawartości jonów sodu, które są tam resorbowane na drodze antyportu z jonami K+. Powoduje to nasilone wchłanianie jonów sodu tą drogą, a to powoduje większą, niż w warunkach fizjologicznych, utratę jonów K+, co może być niebezpieczne dla zdrowia.

#### Przykłady
acetazolamid (diuramid), propazolamid, metazolamid.

#### Stosowanie
Ich znaczenie w lecznictwie w roli leków moczopędnych jest małe, z uwagi na to, że mechanizm resorpcji jonów sodu, który hamują ma niewielkie znaczenie w regulacji ilości wydalanego moczu. Acetazolamid bywa jednak stosowany w leczeniu obrzęków, w jaskrze, i padaczce (kwasica metaboliczna wywoływana przez acetazolamid podnosi próg pobudliwości neuronów i zapobiega napadom).

#### Działania niepożądane
Bóle i zawroty głowy, senność, kwasica metaboliczna, wzrost poziomu wapnia i spadek poziomu potasu.

## Diuretyki pętlowe

### Mechanizm działania
Punktem uchwytu działania diuretyków z tej grupy jest część wstępującą pętli Henlego, jednak leki te wpływają zarówno na część wstępującą jak i zstępującą. W komórkach nabłonka części wstępującej blokują działanie jednego z transporterów błonowych – symportu, jonów K+, Na+ i Cl-. Hamują w ten sposób resorpcję wszystkich tych jonów i ich przedostawanie się do układu naczyń rzekomych, które w normalnych warunkach transportują elektrolity w rejon ramienia zstępującego i umożliwiają resorpcję wody w tamtej części. Spadek stężenia jonów, głównie Na+, w komórkach nabłonka części zstępującej, powoduje obniżenie siły ssącej i hamuje przedostawanie się wody do tych komórek. W ten sposób spada wchłanianie wody ze światła kanalików, a tym samym zwiększa się ilość produkowanego w nerkach moczu. 

leki te, podobnie jak inhibitory anhydrazy węglanowej, powodują utratę jonów K+.

### Przykłady
furosemid, azosemid, piretanid, torasemid.
Mechanizm działania innych diuretyków pętlowych, takich jak kwas etakrynowy, czy etazolin nie jest obecnie dokładnie wyjaśniony. Wiadomo natomiast, że leki te również hamują resorpcję jonów Na+ w pętli Henlego.

### Stosowanie
Najpopularniejszym lekiem z tej grupy jest furosemid. Jest on stosowany w różnego pochodzenia obrzękach płuc, mózgu i innych narządów. W leczeniu zatruć podaje się go razem z dużymi ilościami płynów (forsowna diureza). Może też służyć do leczenia hiperkalcemii (zbyt dużego poziomu wapnia we krwi).

Diuretyki pętlowe są jednymi z najsilniejszych leków moczopędnych.

### Działania niepożądane
- zaburzenia elektrolitowe: spadek poziomu jonów Na+, K+, Ca2+, Mg2+ Cl-, (hiponatremia, hipokaliemia, hipokalcemia, hipomagnezemia, hipochloremia – dla zapobieżenia powikłaniom stosuje się chlorek potasowy)
- wzrost poziomu glukozy (hiperglikemia), kwasu moczowego (hiperurykemia nasila dnę moczanową), lipidów (hiperlipidemia) we krwi
- zaburzenia słuchu

Leki z tej grupy nasilają też działania toksyczne innych leków, np. glikozydów nasercowych, aminoglikozydów, cefalosporyn, kwasu acetylosalicylowego.

## Diuretyki działające na kanalik kręty drugiego rzędu

### Tiazydy

#### Mechanizm działania
Tiazydy blokują kanał dla Na+ i Cl- znajdujący się w błonie kanalika dalszego. Wnikanie jonów Na+ przez ten kanał jest uwarunkowane gradientem ich stężenia, zapewnianym, przez działanie pompy sodowo-potasowej po drugiej stronie komórki nabłonka kanalika. Pompa ta, przy udziale energii z ATP wypompowuje jony Na+ z komórki. Powoduje to, że ich stężenie jest mniejsze w komórce niż na zewnątrz w wyniku czego możliwe jest bierne wnikanie jonów Na+ przez wspomniany kanał. Zablokowanie kanału dla jonów sodu nie wpływa na działanie pompy sodowo-potasowej, zatem leki te nie hamują przemieszczania jonów K+ do komórki i ich wydostawania się do światła kanalika. Jest to zatem kolejna grupa diuretyków powodująca utratę potasu.
W dużych dawkach mogą hamować anhydrazę węglanową podobnie jak acetazolamid.
Poza działaniem moczopędnym, tiazydy wykazują też działanie rozkurczające na naczynia krwionośne. Powodują zatem obniżenie oporów naczyniowych, i co za tym idzie, ciśnienia tętniczego krwi.

#### Przykłady
butiazyd, hydrochlorotiazyd

#### Stosowanie
Ze względu na działanie rozszerzające naczynia stosuje się je powszechnie w leczeniu nadciśnienia tętniczego, najczęściej w połączeniu z lekami oszczędzającymi potas, takimi jak inhibitory konwertazy angiotensyny. Są również używane w leczeniu obrzęków spowodowanych niewydolnością krążenia oraz w diagnostyce, do rozpoznawania moczówki prostej z towarzyszącą jej utratą płynów przez pocenie.

#### Działania niepożądane
- zmniejszenie siły mięśniowej
- zbyt duży spadek objętość krwi (hipowolemia)
- spadek stężenia jonów Na+, K+, Mg2+ (hiponatremia, hipokaliemia, hipomagnezemia), wzrost stężenia jonów Ca2+ (hiperkalcemia) we krwi
- wzrost stężenia glukozy (hiperglikemia), kwasu moczowego (hiperurykemia nasila dnę moczanową), triglicerydów (hipertriglicerydemia), cholesterolu LDL
- impotencja

#### Analogi tiazydów
Są to leki o nieco innej budowie chemicznej niż tiazydy, jednak o zbliżonym działaniu i zastosowaniu. Zalicza się tu, między innymi, chlorotalidon, indapamid, klopamid i ksypamid.

### Antagonistyaldosteronu

#### Mechanizm działania
Aldosteron jest endogenną (naturalnie występującą) substancją, odpowiedzialną za zmniejszenie diurezy. Jego działanie polega na stymulowaniu kaskady przemian prowadzącej do otwarcia kanałów dla jonów Na+ w błonie kanalika dalszego. Jony sodu wnikają do komórki biernie (przez otwarty kanał) dzięki utrzymywaniu ich niskiego poziomu w komórce przez pompę sodowo-potasową po drugiej stronie komórki nabłonka kanalika, podobnie jak ma to miejsce w kanałach blokowanych przez tiazydy. Antagonisty aldosteronu hamują opisany proces na samym początku, na etapie wiązania się aldosteronu z receptorem – nie dochodzi zatem do otwarcia kanału dla sodu ani do uruchomienia pompy sodowo-potasowej odpowiedzialnej za wypompowywanie potasu. Leki te, zwiększając diurezę, nie obniżają poziomu potasu.
Podstawowym wskazaniem do stosowania leków z tej grupy jest hiperaldosteronizm (zbyt duży poziom aldosteronu). Leki z tej grupy można łączyć z innymi diuretykami.

#### Przykłady
spironolakton, eplerenon

#### Stosowanie
Leków tych rzadko używa się w celach wyłącznie moczopędnych, najczęściej stosuje się je w terapii hiperaldoseronizmu (zbyt dużego poziomu aldosteronu) lub w obrzękach niedających się leczyć innymi lekami.

#### Działania niepożądane
Bóle głowy, senność, niezborność ruchów, zaburzenia żołądkowo-jelitowe, zaburzenia hormonalne (ginekomastia u mężczyzn, zaburzenia miesiączkowania u kobiet). Zaleca się ostrożność w stosowaniu tych leków z innymi lekami oszczędzającymi potas (np. inhibitorami konwertazy angiotensyny), gdyż sumowanie się ich wpływu na poziom potasu może niekiedy doprowadzić do groźnej dla życia hiperkaliemii.

### Cykliczne amidyny

#### Mechanizm działania
Mechanizm działania opiera się na blokowaniu kanałów sodowych oraz potasowych w ścianie kanalika dalszego. Są to zatem diuretyki oszczędzające potas.

#### Przykłady
amiloryd, triamteren

#### Stosowanie
Są stosowane w różnych schorzeniach wymagających zwiększenia diurezy.

### Substancje wpływające na poziom lub działaniewazopresyny

#### Mechanizm działania
Działanie diuretyczne tych substancji polega na blokowaniu działania lub obniżaniu stężenia wazopresyny, naturalnego hormonu zmniejszającego wydalanie moczu. Substancje blokujące receptory V2 (receptory dla wazopresyny) to akwaretyki. 

Środki te mają hamować wchłanianie wody w kanalikach dalszych i zbiorczych. Substancje o takim działaniu, mogące być wykorzystane jako leki są na etapie badań klinicznych.
Substancją hamującą wydzielanie wazopresyny, i na tej drodze działającą diuretycznie, jest na przykład etanol.

## Leki zwiększające przesączanie kłębuszkowe

### Roślinne leki moczopędne

#### Mechanizm działania
Niektóre surowce roślinne drażnią miąższ nerek, powodując ich przekrwienie, i w ten sposób nasilają filtrację w ciałku nerkowym. Zwiększenie ilości przesączu powoduje wzrost ilości wydalanego moczu. 

#### Przykładysurowców zielarskich
kłącze perzu, owoc jałowca, ziele skrzypu, liść brzozy, korzeń lubczyku, ziele połonicznika.

#### Stosowanie
Roślinne leki moczopędne są stosowane pomocniczo w terapii wielu schorzeń. 

### Metyloksantyny

#### Mechanizm działania
Zwiększają ukrwienie rdzenia nerki wymuszając zwiększone przesączanie w ciałku nerkowym. Zwiększenie ilości przesączu powoduje wzrost ilości wydalanego moczu.

#### Przykłady
aminofilina, kofeina, teofilina

#### Stosowanie
Wśród metyloksantyn jako środek moczopędny stosowana jest jedynie aminofilina.

## Inne leki zwiększające diurezę
Działanie nasilające produkcję moczu wykazują także inne grupy leków:
- substancje drażniące miąższ nerek
- substancje w inny sposób zwiększające przepływ krwi przez nerki
- inhibitory konwertazy angiotensyny (I-ACE) (przez zmniejszenie stężenia i działania aldosteronu)[1][2]
- antagonisty receptorów angiotensynowych (przez zmniejszenie stężenia i działania aldosteronu)[1][2]
- glikozydy nasercowe[1]
- chlorek amonu.